# 太田亮
太田 亮（おおた あきら、1884年7月1日 - 1956年5月27日）は、日本の歴史学者。氏族制度の研究で知られる。

## 略歴
大阪府吉野郡下市村（現・奈良県吉野郡下市町）に生まれる。京都法政大学予科（現・立命館大学）を経て、1910年に神宮皇學館（現・皇學館大学）を卒業。山梨県立高等女学校教諭、内務省考証官補、同嘱託などを経て、1934年から西園寺家の「管見記」の編纂にたずさわる。同年、立命館大学法経学部講師。1937年に同専門部文学科教授。1941年に同法文学部教授となる。1943年同文学部長を兼ねた。1945年11月7日、「日本上代ニ於ケル社会組織ノ研究」で法学博士号取得。1949年、近畿大学商経学部教授。1955年、専修大学大学院法学研究科教授。講義の帰途に突然路傍で倒れ、午前4時30分、心臓動脈硬化症のため死去。
主著に『姓氏家系大辞典』。また『摂津』、『家系系図の合理的研究法』など多数の著書がある。

## 著書
- 『日本古代氏族制度』磯部甲陽堂 1917
- 『姓氏家系辞書』磯部甲陽堂 1920
- 『日本文化史 第3巻 平安朝初期』大鐙閣 1922
- 『系図綱要』磯部甲陽堂 1923　新人物往来社、1977
- 『新講日本通史』文献書院 最新教科講座大系 1923
- 『日本国誌資料叢書』磯部甲陽堂
  - 越後・佐渡 1924
  - 信濃 1924
  - 和泉 1925
  - 近江 1925
  - 河内 1925
  - 摂津 1925
  - 丹波・丹後 1925
  - 武蔵 1925
  - 尾張 1926
  - 甲斐 1926
  - 三河 1926
  - 遠江 1927
- 『諏訪神社誌 第1巻』官幣大社諏訪神社附属諏訪明神講社 1926
- 『日本史精義』文献書院 1926
- 『日本古代史新研究』磯部甲陽堂 1928
- 『漢・韓史籍に顕はれたる日韓古代史資料』編 磯部甲陽堂 1928 国書刊行会 1972
- 『日本上代に於ける社会組織の研究』磯部甲陽堂 1929
- 『家系系図の合理的研究法』立命館大学出版部 1930
- 『国史講座 第3巻 神道史』受験講座刊行会 1930
- 『姓氏家系大辞典』全3巻 姓氏家系大辞典刊行会 1934-36 上田萬年、三上参次監修 第1巻、第2巻、第3巻
  - 全6巻 国民社 1944 第1巻、第2巻、第3巻、第4巻、第5巻、第6巻
  - 全3巻 角川書店 1963
- 『新撰姓氏録と上代氏族史』内閣印刷局 日本精神叢書 1940
- 『姓氏と家系』創元社 1941
- 『堂上家系譜大成』創元社 1941
- 『日本新文化史 第3巻 平安朝初期』内外書籍 1941
- 『高良山史』神道史学会 1962
- 『家系系図の入門』人物往来社 1967
  - 『家系系図の入門 増補』丹羽基二編 東洋書院 1995
- 『姓氏家系辞書』人物往来社 1968
- 『新編姓氏家系辞書 3版』丹羽基二編 秋田書店 1979

共著
- 『綜合国史概説』阿部真琴共著 立命館出版部 1937